# Miko Hughes
Miko John Hughes (Apple Valley, 22 de febrero de 1986) es un actor estadounidense conocido por sus papeles como Gage Creed en Pet Sematary (1989), como un niño autista en Mercury Rising (1998), en Beverly Hills 90210 (1992) y como Dylan, el hijo de Heather Langenkamp, en Wes Craven's New Nightmare (1994).

## Carrera
Hughes comenzó su carrera de actuación en un anuncio publicitario cuando tenía 22 meses, y luego en una película cinco meses después. Fue actor prometedor desde sus años como niño actor, Hughes fue siempre uno de los actores más jóvenes ocupados en Hollywood junto con Mara Wilson en los años 1989 a 2005.
Hughes interpretó a Aaron Bailey en Full House (1990-1995). Una de sus primeras películas fue Jack the Bear, con Danny DeVito y Reese Witherspoon; además, protagonizó en la película Spawn (1997), con John Leguizamo, Zeus and Roxanne (1997) con Steve Guttenberg y Kathleen Quinlan, Apollo 13 (1997) con Tom Hanks, Kindergarten Cop (1990) con Arnold Schwarzenegger, Mercury Rising (1998), con Bruce Willis, y Return to Paradise con Vince Vaughn, Joaquin Phoenix y Vera Farmiga, Pet Sematary (1989) con Dale Midkiff y Denise Crosby. Hughes también apareció en varias películas de televisión. Ha sido regular o estrella invitada en varias series como Baywatch en 1989, 90210 en 1991, Full House en 1992 interpretando a Aaron Bailey, Melrose Place en 1992, Touched by an Angel en 1994 y The Nanny en 1994.
Recibió un certificado de Premio Emmy por su participación como voz de "Tommy" en la serie animada Life With Louie en 1995. Sus otros créditos como voz son "Sly" y "Witt", bebés gemelos en la película Pequeños genios en 1999. Su último proyecto es la película Surf School. Hughes apareció en un comercial para el videojuego Jacks. Después de un descanso en su carrera, volvió como un adolescente en el éxito de ciencia ficción Roswell. Hughes interpretó a un villano adorable que era parte de un grupo renegado de aliens.
Como músico, lanzó dos álbumes en 1995, cuando tenía nueve años. Uno es homónimo y el otro se llama Halloween Haunts. Escribió y cantó canciones para ambos álbumes. Fueron grabados y lanzados por su propia compañía llamada Little Chief, Inc. Desde el año 2010 hasta 2020 estudio la carrera de medicina de Neurología.

## Vida personal
Hughes nació en Apple Valley, California, hijo de Mary (de soltera Phelps) y John Hughes, un técnico de efectos especiales. Tiene tres hermanos: Mike, Mitch y Molly. Tiene ascendencia inglesa e irlandesa, además de indígena Chickasaw estadounidense.

## Filmografía
- Pet Sematary (1989)
- Kindergarten Cop (1990)
- Full House (TV) (1990–1995)
- Beverly Hills 90210*
- Jack the Bear (1993)
- Cops & Robbersons (1994)
- Wes Craven's New Nightmare (1994)
- Apollo 13 (1995)
- Spawn (1997)
- Zeus and Roxanne (1997)
- Mercury Rising (1998)
- Return to Paradise
- Baby Geniuses (1999) (voz)
- Roswell (1999)
- Magic Rock (2001)
- Clockstoppers (2002)
- Boston Public (TV) (2003)
- Veronica Mars (TV) (2005)
- Surf School (2006)
- Cavemen (TV) (2007)